# Porotto
Porotto è una frazione di Ferrara di 4 658 abitanti, facente parte della Circoscrizione 3.

## Storia
L'etimologia del toponimo "Porotto" è stata variamente interpretata.

Considerando la posizione dell'attuale abitato di Porotto in riferimento al corso del Po ed agli altri corsi d'acqua (canale Ladino e fiume Reno) - i quali nei secoli scorsi solcavano questo territorio - l'ipotesi più probabile è quella indicata dal maestro elementare e studioso di storia locale Adriano Franceschini, che riconosce in Perruptus, «rotta grande (che scalza il dosso fluviale)» l'etimologia più accreditata. Il nome quindi originariamente indicava un evento idraulico, strettamente legato ad un canale (il Laino o Ladino, nome attestato da documenti millenari) che dal fiume Po, nei periodi di piena, portava l'acqua nelle valli di Poggio Renatico, per poi farle refluire in Po nei periodi di magra.
 
Dunque siamo in presenza di un idronimo che nel tempo diventa toponimo per i rilevanti insediamenti che diedero origine al centro abitato proprio nelle zone della "rotta grande". Il borgo sorse in epoca medievale a ridosso della chiesa parrocchiale alla fine del Duecento, subendo successivamente varie distruzioni a causa di alluvioni generate dalle acque del Reno e del Po. Fu sotto famiglie nobiliari note, quali i Roncarati.

## Monumenti e luoghi d'interesse
- Chiesa dei Santi Filippo e Giacomo Apostoli, dedicata ai santi patroni Filippo e Giacomo.
- Teatro "G. Verdi" e i cippi funerari dei caduti durante il regime fascista.

Era anche presente un Platanus orientalis, tutelato come albero di pregio in base alla L.R. 2/77.
È stato purtroppo illegalmente rimosso da abitanti della zona, con conseguenze legali per gli stessi.

## Territorio e viabilità
La frazione di Porotto si sviluppa lungo il versante sud della strada provinciale 69, ex strada statale 496 Virgiliana, e dalla quale si dirama la via Ladino, l'arteria principale dell'abitato, la quale interseca anche la linea ferroviaria Suzzara-Ferrara ed unisce Porotto alle frazioni limitrofe di Fondoreno e Borgo Scoline. Il trasporto pubblico è garantito dalla linea autobus numero 6, gestita da Tper, che unisce Porotto con Ferrara e con il nuovo ospedale Sant'Anna ubicato nella frazione di Cona. Oltre alla strada provinciale, che unisce la frazione a Ferrara e alla vicina Vigarano Mainarda, il comune di Ferrara per risolvere i problemi di traffico pesante che insistono nella zona, ha costruito la bretella di Porotto, ovvero una strada che ricopre il ruolo di tangenziale e che collega la Strada Provinciale 69 con la zona della PMI di Ferrara, che si sviluppa a nord di Porotto e della vicina frazione di Cassana.

## Sport
La principale società sportiva è la X Martiri ASD. Nata negli anni 60 come polisportiva, attiva in varie discipline, si è successivamente dedicata principalmente al calcio. Nel 2022 due formazioni della società hanno vinto rispettivamente il campionato di Prima Categoria Girone F Emilia Romagna ed il campionato Italiano Under 21 di calcio a 5.
Quest'ultima formazione si è ripetuta anche nei due tornei successivi vincendo il campionato per tre anni consecutivi.